# يمن موبايل
يمن موبايل هو مزود خدمة سي دي إم أيه في اليمن وبدأت هذه الخدمة عام 2004 عندما أجازت وزراة الاتصالات اليمنية لشركة هواوي بافتتاح نظام سي دي إم أيه 2000/1x في اليمن. في بدايتها كانت تعتبر مشروعا حكوميا ثم أصبحت تحمل طابعاً خاصاً وظهر اسمها الجديد تدريجياً (شركة يمن موبايل) وتدار منذ تأسيسها تقريباً بكوادر محلية. وتعتبر شركة يمن موبايل شركة مساهمة خاصة حيث أن أقل من 50% من أسهمها ملك لمواطنين وشركات خاصة وصناديق حكومية.وتعتبر يمن موبايل أول مشغل لخدمة CDMA في الوطن العربي

## شعار يمن موبايل
الشعار الرسمي الحالي ليمن موبايل هو "معنا إتصالك أسهل.."

## مزايا نظام يمن موبايل
1. السرعة 153.6kbps يمثل الجيل الثالث من تقنيات الاتصالات اللاسلكية.
2. أقل استخداما للموج الطيفي بحيث يستقبل جهاز المستخدم في النظام بقدرة قدرها 200 mW بينما يستقبل جهاز الـ (GSM) بقدرة تقدر بـ (2000)mW (بناء على القيود والقوانين التي سنتها لجنة الاتصالات الفيدرالية عام 1999) وبالتالي تقليل مخاطر الإشعاع المحتملة (انظر العيوب).
3. يعتمد النظام على الشفرة أو الكود حيث يعطى الموج الطيفي كل مكالمة شفرة خاصة وهذا يزيد من سرية المكالمات التي تمرعبر النظام وهذا يعطي خصوصية للأفراد حيث يصبح من الصعوبة لأي شخص أو تقنية التصنت على المكالمات المارة عبر شبكة نظام سي دي ام أي CDMA (باستثناء الاجراءات القانونية).
4. توافق النظام مع الأنظمة وبروتوكولات الاتصالات الدولية المختلفة.

## العيوب
1. تزداد احتمالية الإصابة بالإشعاع الترددي بالنسبة للشخص المتصل بدلاً من الشخص الذي لا يجري الاتصال أو الذي ليس بمقربة منه وذلك بسبب لجوء الهاتف الجوال أو الموبايل لرفع قدرة الإرسال وتعويض القدرة المشعة من قبل المحطة. يمكن تفادي هذه الحالة بزيادة توزيع المحطات بحيث تعطي استقرارية أكثر وبالتالي لا يتأثر الموبايل بالمسافة التي يبعد فيها عن المحطة وهنا ستظهر المشكلة الاقتصادية.
2. سرعة نفاذ بطارية الهاتف لنفس السبب السابق.
3. جميع الرسائل النصية ليمن موبايل SMS للعربية فقط 70 حرف والإنجليزية 150 حرف. علماً بأن الشركة الحكومية اعتمدت على هذا النسق في جميع جوالاتها سواء أكانت جوالات ذكية أو غيرها.

## خدمة الإنترنت
قدمت يمن موبايل الإنترنت ضمن شرائح الجوال وضمن شرائح بيانات خاصة بالإنترنت من خلال تقنية تسمى تقنية 1x 2000 ولكن يعاب هذه الخدمة انها بطيئة 153كيلوبايت بالثانية ولاتواكب العصر.

### ثري جي
ثم تم تطوير الخدمة إلى تقنية الجيل الثالث المسمى الايفادو evdo التي تسمح بسرعات إلى 4 ميجابايت بالثانية لبعض المناطق المغطاة.

### LTE
قدمت يمن موبايل في 2022 خدمة إل تي إي في بعض مناطق اليمن بسرعات تصل إلى 30 ميجابت في الثانية.